# Monumentalismo
Monumentalismo é o termo empregue para definir as tendências da arquitetura que, durante o século XX (principalmente na primeira metade), assume como o principal cânone a inspiração e o retorno do classicismo e neoclassicismo. Verte-se pela tendência de promover ou criar obras de arte ou edifícios de grandes proporções. Os críticos dividem a arquitetura em duas principais correntes: o neobarroco e o neoclassicismo simplificado.
Nas culturas em que o desenho era de uma arquitetura modalmente monumental — egípcia, teotihuacana, zapoteca, tiwanakota ou inca —, a espacialidade é estruturada com urbanismos expansivos, de cheios preponderando sobre vazios, localizado sobre extensas ou elevadas superfícies. Nesse urbanismo de constante expansão, percebe-se uma vontade teológica de expressão estética e ânsia de infinita perduração. Tal monumentalidade mostra-se taxativa nas pirâmides do rei Keops e "do Sol" teotihuacana, em que a estética é de concepção metafísica estabelecida para um ideal obsessivo: a eternidade física das formas.
A obra é construída ou talhada em pedra, de espacialidade expansiva e centrífuga: esteticamente, a sua expansão expressiva é rítmica, é concebida desde um ponto central, em que a expansão monumental parte de dentro, centrifugamente, e aberta e itinerante, como é o caso de Karnak, Gizé e Teotihuacan, ou fechada: como no Monte Albán e Machu Picchu, com uma planta racional e simétrica, que figura o estatismo do espaço cerrado.

## Neobarroco
Com o neobarroco, retoma-se o século XVIII com a proporção das ordens no devir do colossal, pronunciada pela ornamentação dos frisos. É esta a arquitetura da União Soviética com vários os edifícios dos comités centrais do partido do Leningrado e Kiev. Aqui, assim como noutros lugares, a visão cenográfica do espaço arquitetónico, deve celebrar o regime, sobre a composição planimétrica da construção. O monumentalismo é uma característica do excesso de representação que se enquadra na modalidade neobarroca de aparição espacial, pela "excedência" ou "desmesura".